# Oorspronkelijke welvaartssamenleving
De oorspronkelijke welvaartssamenleving (original affluent society) is een theorie dat de jager-verzamelaars een overvloedige welvaart kenden. Marshall Sahlins stelde dit in 1966 tijdens het congres Man the Hunter. Hiermee ging hij in tegen het tot dan toe heersende idee dat deze samenlevingen primitief waren en een continu gevecht leverden om te overleven. De welvaart kwam volgens Sahlins niet voort uit een overvloedig aanbod, maar uit een geringe behoefte. Hiermee contrasteerde Sahlins de moderne Galbraithean way van de markteconomie – met zijn grote behoefte en daarmee kunstmatig gecreëerde continue schaarste – met de Zen road to affluence van de jager-verzamelaars, waar rekening wordt gehouden met de beperktheid en eindigheid van het aanbod en genoegen wordt genomen met een lage levensstandaard.
Het idee dat vroege samenlevingen zich op de rand van hongersnood bevonden, werd invloedrijk door Herbert Spencer die in 1864 Principles of Biology publiceerde. Deze staat zou resulteren in een malthusiaans evenwicht waarbij de beperkingen van de voedselproductie de bevolkingsgroei remde. Alexander Carr-Saunders stelde in 1922 in The Population Problem op basis van antropologische observaties van moderne jager-verzamelaars dat er juist sprake was van gezonde samenlevingen in evenwicht. Sahlins borduurde hierop voort en zijn werk heeft in grote mate bijgedragen aan een positiever beeld van de jager-verzamelaars, al worden zijn conclusies niet volledig meer onderschreven.

## Stelling en invloed
Na het congres in 1966 publiceerde Sahlins in 1968 het langere artikel 'La première société d'abondance' in Les Temps modernes, wat de basis werd van het eerste hoofdstuk van Stone Age Economics uit 1972. Het werd van grote invloed in de antropologie, al was dat meer in het onderwijs dan in het onderzoek. Sahlins ging in tegen een tot dan toe populair idee dat jager-verzamelaars continu op de rand van verhongering verkeerden, zoals Melville Herskovits nog stelde in 1952:
Thus food, to a South African Bushman or a native of Tierra del Fuego, who lives always in a state of potential hunger, is always of maximum value, since it is essential to the maintenance of life itself.
Sahlins stelde daarentegen dat de jager-verzamelaarsamenlevingen slechts drie tot vijf uur per dag besteden aan voedselvergaring en veel meer vrije tijd hadden dan de huidige samenleving. Hij baseerde zich op onderzoek bij vier groepen Aborigines in Arnhemland van McCarthy en McArthur uit 1948 en een onderzoek uit 1964 van Richard Lee bij de !Kung in de Kalahariwoestijn.

## Kritiek
Problematisch hierbij was de kwaliteit van de gegevens. De groepen Aborigines waren maar enkele weken onderzocht door McCarthy en McArthur en leefden binnen een moderne samenleving, waar zij normaal ook gebruik van maakten. Voor de duur van het onderzoek was hen gevraagd zich hiervan te onthouden, wat niet altijd makkelijk viel. Ook waren er geen kinderen in de groep. Het onderzoek van Lee bij de !Kung vond plaats onder minder gekunstelde omstandigheden, maar was ook van korte duur en gedurende het natte seizoen waarin meer voedsel beschikbaar was.
Daarnaast speelde ook de definitie van werk een rol. Lee had alleen de tijd gerekend dat de !Kung weg van huis waren. Kristen Hawkes en James F. O'Connell stelden in Affluent Hunters? Some Comments in the Light of the Alyawarra Case uit 1981 dat de Alyawarre twee tot vijf maal zoveel tijd kwijt waren. Een van de verklaringen was dat zij niet alleen de benodigde tijd voor voedselverzameling, maar ook de tijd meerekenden die nodig was voor voedselbereiding.
Ook de definitie van vrije tijd is van belang. Zo rusten de !Kung tussen ongeveer tien uur in de ochtend en vier uur in de middag in de schaduw. Dat is echter niet zozeer genieten van de vrije tijd, maar het voorkomen van uitdroging en een zonnesteek in de hete zon rond die tijd. Daarnaast speelt mee dat solidariteit van groot belang is bij jager-verzamelaars. Dit resulteert in wederkerigheid of reciprociteit waarbij voedsel gedeeld moet worden en daarmee tot afnemende meeropbrengsten. Meer voedsel verzamelen leidt dan tot het dilemma van de collectieve actie, waarbij diegenen die zich nauwelijks inspannen profiteren van hen die dat wel doen.
De kwaliteit, kwantiteit en variatie van het dieet kon ook te wensen overlaten. António de Almeida stelde in 1965:
The Bushmen are a clear case of semi-starvation, or food pathology as some have called it.
Nancy Howell bracht twee jaar door bij de !Kung en stelde:
While the !Kung way of life is far from one of uniform drudgery – there is a great deal of leisure in the !Kung camp, even in the worst time of the year – it is also true that the !Kung are very thin and complain often of hunger, at all times of the year. It is likely that hunger is a contributing cause to many deaths which are immediately caused by infectious and parasitic diseases, even though it is rare for anyone simply to starve to death.
Bij de welvaart van de !Kung werden daarnaast vraagtekens gezet vanwege het hoge sterftecijfer onder kinderen. Het zuigelingensterftecijfer lag volgens Howell op zo'n 20%, terwijl zo'n 45% overleed voor het vijftiende levensjaar.
Ook lijkt het niet zo dat jager-verzamelaars niet hechten aan bezit:
It is almost certainly false to assume, as Lewis Henry Morgan appeared to do and as Fried apparently does, that people who have few possessions are inclined to place little value on what they have or that they give willingly simply because they give graciously. My own reading of ethnography, and my own experience in a number of American Indian and African societies whose members would be regarded as having had little in the way of material wealth suggests rather that property is valued, that people are very much aware that possessions give rise to envy and that they are fearful of the consequences of envy.
Daarnaast speelt het verschil tussen de synchronische en diachronische benadering. Beide zijn vergelijkende methoden, de eerste naar verschillen per gebied in dezelfde tijd, de tweede in een gebied door de tijd heen. Culturele antropologie en etnologie doen veelal synchroon onderzoek, terwijl archeologie zich meer op diachronisch onderzoek richt. Robert R. Kelly waarschuwde ervoor dat huidige samenlevingen van jager-verzamelaars niet zonder meer gebruikt kunnen worden om een beeld te schetsen van dergelijke samenlevingen millennia geleden. Etnografie zou dan de archeologie gaan tiranniseren, stelde hij in navolging van Hans Martin Wobst. De huidige volken kunnen wel bestudeerd worden om bepaald gedrag nader te bekijken. Daarnaast benadrukte Kelly de grote diversiteit van de vele verschillende groepen jager-verzamelaars.